# GTA Spano
La GTA Spano è una vettura sportiva prodotta dalla Spania GTA dal 2010.

## Tecnica
Con la produzione fissata a 99 esemplari, la Spano è realizzata interamente in fibra di carbonio e kevlarper contenere al massimo il peso complessivo. Come propulsore è stato montato un V10 Twinturbo da 8.4 litri di origine della Viper che eroga la potenza di 900 cavalli vapore (660 kW) e 1000 N⋅m di coppia. Quest'ultimo può essere gestito da un cambio a sette rapporti sequenziale o manuale. Inoltre il motore dispone di un sistema di controllo che riduce la potenza quando non si ha bisogno di impiegarla a pieno regime. Così configurata la vettura ha un'accelerazione da 0 a 100 km/h in 2,9 secondi, con velocità massima di 350 km/h.